# Osteomeles
Osteomeles ist eine Pflanzengattung in der Untertribus der Kernobstgewächse (Pyrinae) innerhalb der Familie der Rosengewächse (Rosaceae). Die nur drei bis fünf Arten sind im östlichen Asien und Polynesien verbreitet.

## Beschreibung

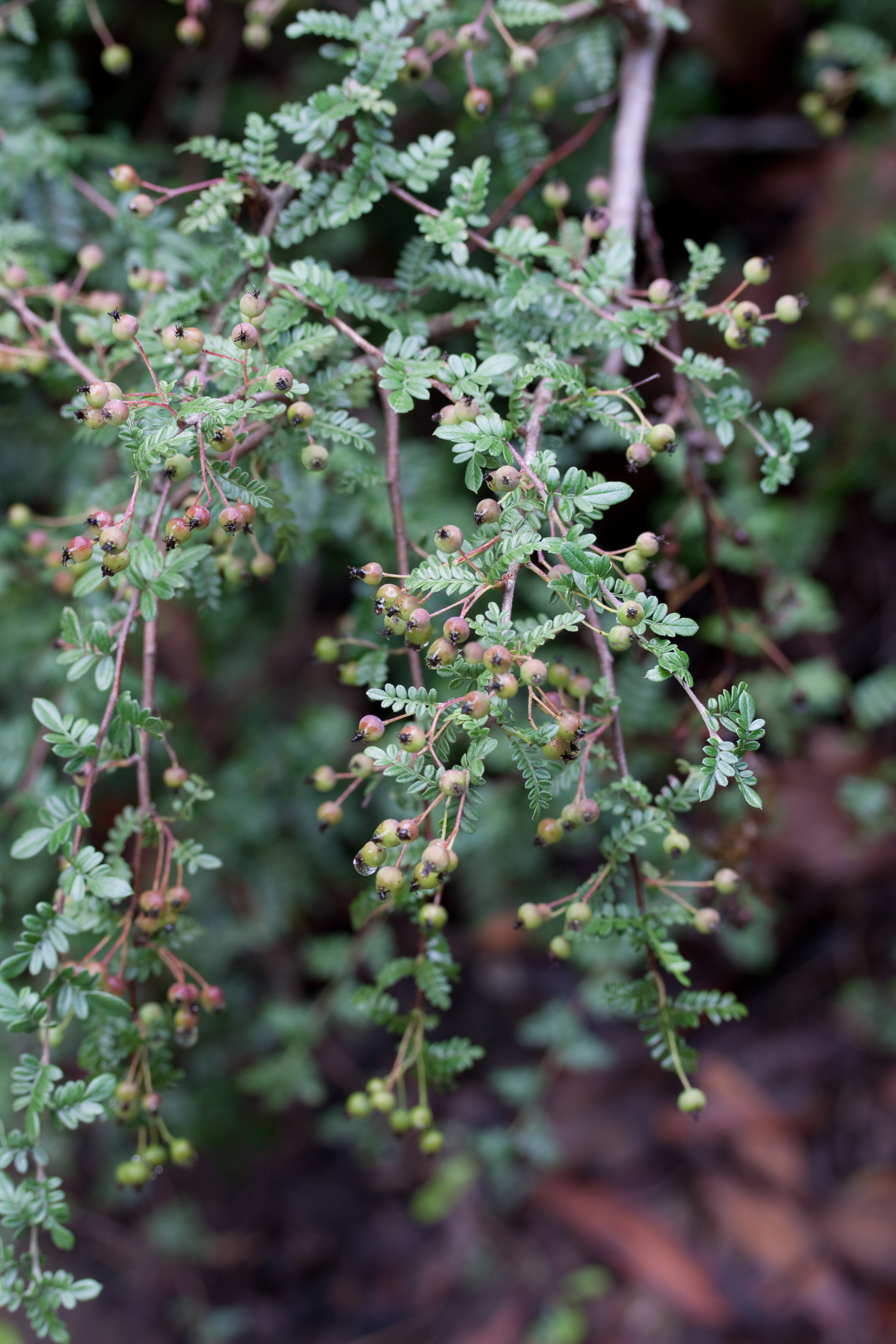
Gefiederte Laubblätter und Früchte von Osteomeles schwerinae var. microphylla

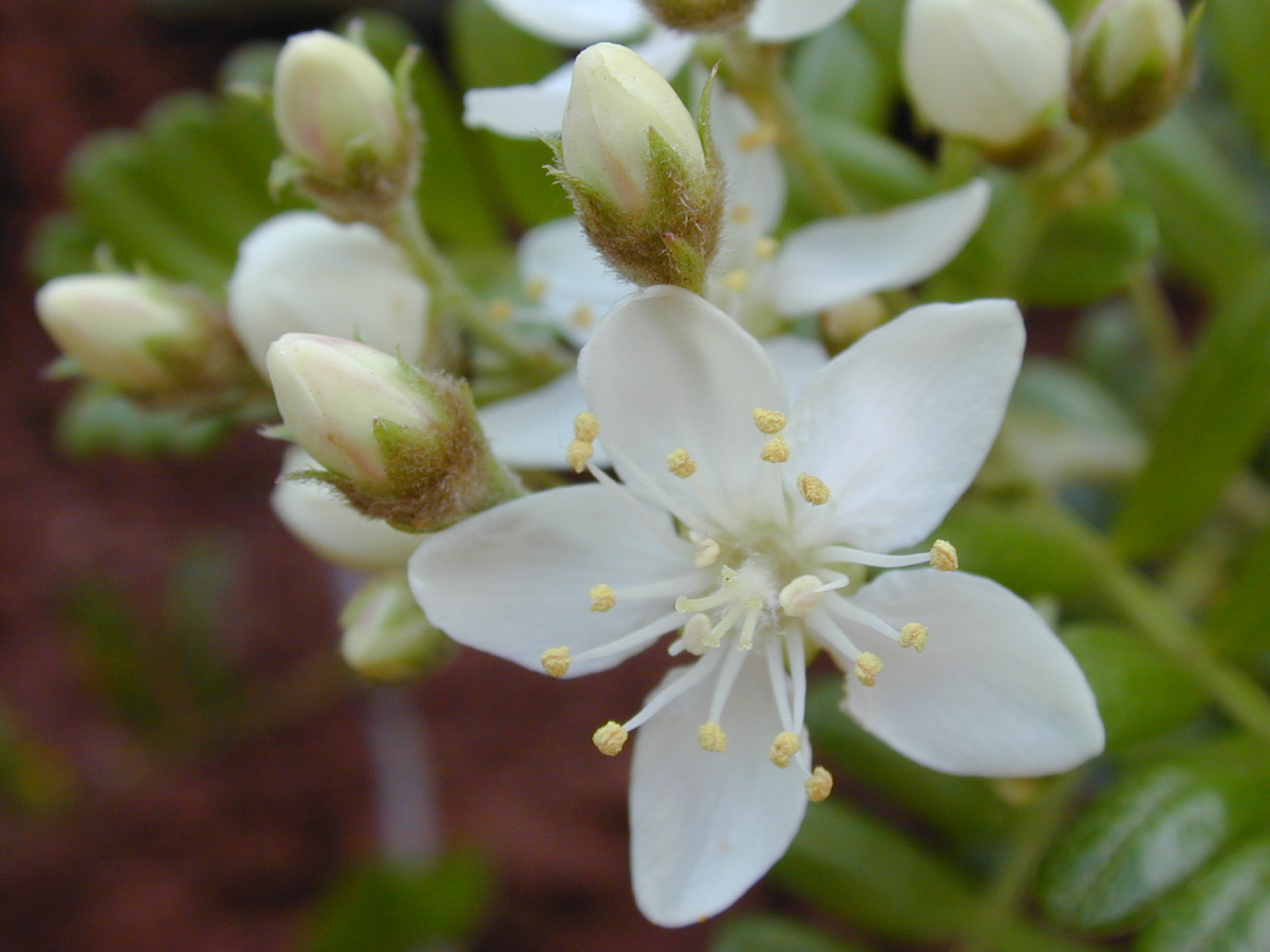
Knospige und geöffnete Blüten von Osteomeles anthyllidifolia

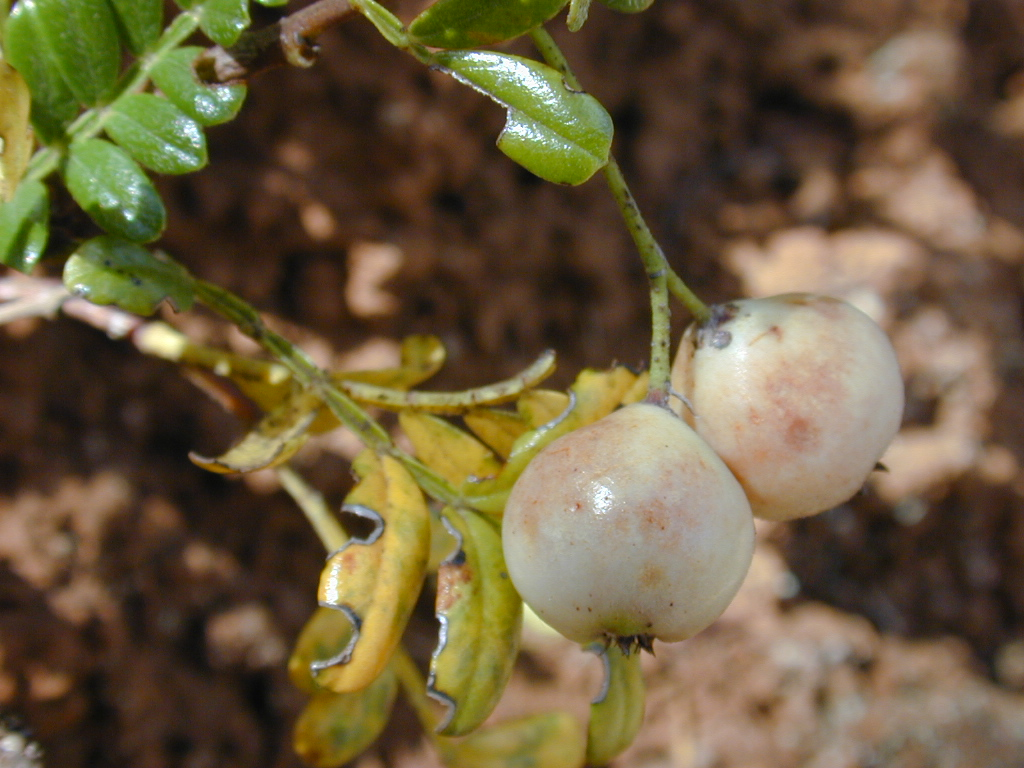
Früchte von Osteomeles anthyllidifolia

### Erscheinungsbild und Blätter
Osteomeles-Arten wachsen als immergrüne oder laubabwerfende Sträucher. Die kleinen Knospen besitzen mehrere schmale Knospenschuppen. Die wechselständig an den Zweigen angeordneten Laubblätter sind kurz gestielt. Die Blattspreiten sind unpaarig gefiedert. An der schmal geflügelten Blattrhachis sind die Fiederblättchen gegenständig angeordnet. Die sitzenden oder kurzgestielten, kleinen Fiederblättchen besitzen glatte Ränder. Die Nebenblätter sind lineal bis lanzettlich.

### Blütenstände und Blüten
Die vielen Blüten stehen in endständigen, schirmtraubigen oder rispigen Blütenständen zusammen. Die Tragblätter fallen früh ab. 
Die zwittrigen, radiärsymmetrischen Blüten sind fünfzählig mit doppelter Blütenhülle. Der Blütenbecher (Hypanthium) ist glockenförmig. Es sind fünf Kelchblätter vorhanden. Die fünf Kronblätter sind weiß. Es sind 20 Staubblätter vorhanden. Die fünf unterständigen Fruchtblätter enthalten jeweils nur eine Samenanlage. Die fünf Griffel sind frei.

### Früchte und Samen
Als Gattung innerhalb der Pyrinae sehen die Früchte wie kleine Äpfel aus. Die kleinen Apfelfrüchte enthalten nur einen aufrechten Samen. Die haltbaren fünf Kelchblätter stehen aufrecht auf der Frucht. Der Embryo besitzt zwei plano-konvexe Keimblätter (Kotyledonen).

## Systematik und Verbreitung
Die Gattung Osteomeles wurde 1821 durch John Lindley in Transactions of the Linnean Society of London, Volume 13 (1), Seiten 96, 98–99, Tafel 8. aufgestellt. Typusart ist Osteomeles anthyllidifolia (Sm.) Lindl. Der Gattungsname Osteomeles leitet sich von den griechischen Wörtern ostéon für Knochen und melon für Apfel ab, dies bezieht sich auf das harte Endokarp der Apfelfrüchte.
Die Gattung Osteomeles gehört zur Untertribus Pyrinae aus der Tribus Pyreae in der Unterfamilie Spiraeoideae innerhalb der Familie Rosaceae.
Die Gattung Osteomeles umfasst nur drei bis fünf Arten, die im östlichen Asien und mit einer Art auch in Polynesien verbreitet sind. 
Osteomeles-Arten mit ihrer Verbreitung:    
- Osteomeles anthyllidifolia (Sm.) Lindl.: Sie kommt auf Taiwan und auf den japanischen Ryūkyū-Inseln vor und ist auch auf Hawaii, den Cook-Inseln, Tonga, Rarotonga, Pitcairn und den Rapa Inseln heimisch.[6][3]
- Osteomeles schweriniae C.K.Schneid.: Sie gedeiht in Gebüschen, an Hängen, Feldern, und Straßenrändern sowie in Mischwäldern in Höhenlagen zwischen 1000 und 3000 Meter in den chinesischen Provinzen Gansu, Guizhou, Shaanxi, Sichuan, Xizang, Yunnan sowie auf Taiwan. Es gibt zwei Varietäten.
- Osteomeles subrotunda K.Koch: Sie kommt nur im nördlichen Guangdong (Renhua Xian) und auf den japanischen Ryūkyū-Inseln vor. Es gibt zwei Varietäten.

Die früher hier als Osteomeles obtusifolia (Pers.) Kunth ex Steud. eingeordnete südamerikanische Art gehört heute als Hesperomeles obtusifolia (Pers.) Lindl. zur neotropischen Gattung Hesperomeles.

## Nutzung
Über eine Nutzung durch den Menschen ist wenig bekannt. Die Früchte von Osteomeles schwerinae besitzen einen Durchmesser von etwa 8 mm und können roh oder gegart gegessen werden. Auch die Früchte von Osteomeles subrotunda können gegessen werden.